# Yakou Méïté
Yakou Méïté (ur. 11 lutego 1996 w Paryżu) – iworyjski piłkarz, występujący na pozycji napastnika w walijskim klubie Cardiff City. Trzykrotny reprezentant Wybrzeża Kości Słoniowej. Wychowanek francuskiego Paris Saint-Germain.

## Kariera klubowa

### Paris Saint-Germain
W 2009 roku dołączył do akademii Paris Saint-Germain. W 2015 roku został przesunięty do pierwszego zespołu. Zadebiutował 9 kwietnia 2016 w meczu Ligue 1 przeciwko En Avant Guingamp (0:2). W sezonie 2015/16 jego zespół zajął pierwsze miejsce w tabeli zdobywając mistrzostwo Francji.

### Reading
29 lipca 2016 podpisał trzyletni kontrakt z klubem Reading. Zadebiutował 9 sierpnia 2016 w meczu Pucharu Ligi Angielskiej przeciwko Plymouth Argyle (2:0). W EFL Championship zadebiutował 13 sierpnia 2016 w meczu przeciwko Wolverhampton (2:0). Pierwszą bramkę zdobył 21 stycznia 2017 w meczu ligowym przeciwko Derby County (3:2).

### FC Sochaux-Montbéliard
8 lipca 2017 został wysłany na wypożyczenie do drużyny FC Sochaux-Montbéliard. Zadebiutował 8 sierpnia 2017 w meczu Pucharu Ligi Francuskiej przeciwko Valenciennes FC (3:1). W Ligue 2 zadebiutował 18 sierpnia 2017 w meczu przeciwko AS Nancy (2:2). Pierwszą bramkę zdobył 16 września 2017 w meczu ligowym przeciwko Stade de Reims (2:4).

### Reading
30 czerwca 2018 powrócił do zespołu z wypożyczenia. 3 października 2018 podpisał z klubem nowy kontrakt ważny do 2022 roku. 4 lipca 2020 zdobył cztery bramki w meczu ligowym przeciwko Luton Town.

## Kariera reprezentacyjna

### Wybrzeże Kości Słoniowej U-17
W 2013 roku otrzymał powołanie do reprezentacji Wybrzeża Kości Słoniowej U-17 na Mistrzostwa Świata U-17 2013, na których zadebiutował 17 października 2013 w meczu fazy grupowej przeciwko reprezentacji Włoch U-17 (0:1). Pierwszą bramkę na Mistrzostwach Świata U-17 2013 zdobył 23 października 2013 w meczu fazy grupowej przeciwko reprezentacji Nowej Zelandii U-17 (0:3).

### Wybrzeże Kości Słoniowej U-20
W 2015 roku otrzymał powołanie do reprezentacji Wybrzeża Kości Słoniowej U-20. Zadebiutował 8 marca 2015 w meczu fazy grupowej Mistrzostw Afryki U-20 2015 przeciwko reprezentacji Konga U-20 (1:1), w którym zdobył swoją pierwszą bramkę.

### Wybrzeże Kości Słoniowej U-23
W 2015 roku otrzymał powołanie do reprezentacji Wybrzeża Kości Słoniowej U-23. Zadebiutował 28 maja 2015 w meczu towarzyskim przeciwko reprezentacji Maroka U-23 (1:1).

### Wybrzeże Kości Słoniowej
W 2019 roku otrzymał powołanie do reprezentacji Wybrzeża Kości Słoniowej. Zadebiutował 26 marca 2019 w meczu towarzyskim przeciwko reprezentacji Liberii (1:0).

## Statystyki

### Klubowe
(aktualne na dzień 28 czerwca 2021)
| Klub                          | Sezon              | Liga               | Liga  | Liga   | Puchar kraju | Puchar kraju | Puchar ligi | Puchar ligi | Suma  | Suma   |
| Klub                          | Sezon              | Liga               | Mecze | Bramki | Mecze        | Bramki       | Mecze       | Bramki      | Mecze | Bramki |
| ----------------------------- | ------------------ | ------------------ | ----- | ------ | ------------ | ------------ | ----------- | ----------- | ----- | ------ |
| Paris Saint-Germain           | 2015/16            | Ligue 1            | 1     | 0      | 0            | 0            | 0           | 0           | 1     | 0      |
| Paris Saint-Germain           | Ogólnie            | Ogólnie            | 1     | 0      | 0            | 0            | 0           | 0           | 1     | 0      |
| Reading                       | 2016/17            | EFL Championship   | 14    | 1      | 0            | 0            | 1           | 0           | 15    | 1      |
| Reading                       | Ogólnie            | Ogólnie            | 14    | 1      | 0            | 0            | 1           | 0           | 15    | 1      |
| FC Sochaux-Montbéliard (wyp.) | 2017/18            | Ligue 2            | 31    | 3      | 4            | 2            | 1           | 0           | 36    | 5      |
| FC Sochaux-Montbéliard (wyp.) | Ogólnie            | Ogólnie            | 31    | 3      | 4            | 2            | 1           | 0           | 36    | 5      |
| Reading                       | 2018/19            | EFL Championship   | 37    | 12     | 1            | 0            | 2           | 1           | 40    | 13     |
| Reading                       | 2019/20            | EFL Championship   | 40    | 13     | 3            | 2            | 2           | 2           | 45    | 17     |
| Reading                       | 2020/21            | EFL Championship   | 25    | 12     | 0            | 0            | 0           | 0           | 25    | 12     |
| Reading                       | Ogólnie            | Ogólnie            | 102   | 37     | 4            | 2            | 4           | 3           | 110   | 42     |
| Ogólnie w karierze            | Ogólnie w karierze | Ogólnie w karierze | 148   | 41     | 8            | 4            | 6           | 3           | 162   | 48     |

### Reprezentacyjne
(aktualne na dzień 28 czerwca 2021)
| Reprezentacja                 | Rok     | Mecze | Bramki |
| ----------------------------- | ------- | ----- | ------ |
| Wybrzeże Kości Słoniowej U-17 |         |       |        |
| 2013                          | 5       | 1     |        |
| Ogólnie                       | Ogólnie | 5     | 1      |
| Wybrzeże Kości Słoniowej U-20 |         |       |        |
| 2015                          | 3       | 1     |        |
| Ogólnie                       | Ogólnie | 3     | 1      |
| Wybrzeże Kości Słoniowej U-23 |         |       |        |
| 2015                          | 3       | 0     |        |
| Ogólnie                       | Ogólnie | 3     | 0      |
| Wybrzeże Kości Słoniowej      |         |       |        |
| 2019                          | 3       | 0     |        |
| Ogólnie                       | Ogólnie | 3     | 0      |

| Mecze i gole w reprezentacji  | Mecze i gole w reprezentacji  | Mecze i gole w reprezentacji  | Mecze i gole w reprezentacji  | Mecze i gole w reprezentacji  | Mecze i gole w reprezentacji  | Mecze i gole w reprezentacji  | Mecze i gole w reprezentacji    |
| Wybrzeże Kości Słoniowej U-17 | Wybrzeże Kości Słoniowej U-17 | Wybrzeże Kości Słoniowej U-17 | Wybrzeże Kości Słoniowej U-17 | Wybrzeże Kości Słoniowej U-17 | Wybrzeże Kości Słoniowej U-17 | Wybrzeże Kości Słoniowej U-17 | Wybrzeże Kości Słoniowej U-17   |
| Lp.                           | Data                          | Miejsce                       | Gospodarz                     | Gość                          | Wynik                         | Gol                           | Rozgrywki                       |
| ----------------------------- | ----------------------------- | ----------------------------- | ----------------------------- | ----------------------------- | ----------------------------- | ----------------------------- | ------------------------------- |
| 1.                            | 17.10.2013                    | Ras al-Chajma                 | Wybrzeże Kości Słoniowej U-17 | Włochy U-17                   | 0:1                           |                               | MŚ U-17 2013                    |
| 2.                            | 20.10.2013                    | Ras al-Chajma                 | Urugwaj U-17                  | Wybrzeże Kości Słoniowej U-17 | 1:1                           |                               | MŚ U-17 2013                    |
| 3.                            | 23.10.2013                    | Abu Zabi                      | Nowa Zelandia U-17            | Wybrzeże Kości Słoniowej U-17 | 0:3                           | Gol                           | MŚ U-17 2013                    |
| 4.                            | 29.10.2013                    | Fudżajra                      | Maroko U-17                   | Wybrzeże Kości Słoniowej U-17 | 1:2                           |                               | MŚ U-17 2013                    |
| 5.                            | 02.11.2013                    | Szardża                       | Argentyna U-17                | Wybrzeże Kości Słoniowej U-17 | 2:1                           |                               | MŚ U-17 2013                    |
| Wybrzeże Kości Słoniowej U-20 |                               |                               |                               |                               |                               |                               |                                 |
| Lp.                           | Data                          | Miejsce                       | Gospodarz                     | Gość                          | Wynik                         | Gol                           | Rozgrywki                       |
| 1.                            | 08.03.2015                    | Dakar                         | Kongo U-20                    | Wybrzeże Kości Słoniowej U-20 | 1:1                           | Gol                           | Mistrzostwa Afryki U-20 2015    |
| 2.                            | 11.03.2015                    | Dakar                         | Wybrzeże Kości Słoniowej U-20 | Senegal U-20                  | 2:2                           |                               | Mistrzostwa Afryki U-20 2015    |
| 3.                            | 14.03.2015                    | Mbour                         | Nigeria U-20                  | Wybrzeże Kości Słoniowej U-20 | 2:2                           |                               | Mistrzostwa Afryki U-20 2015    |
| Wybrzeże Kości Słoniowej U-23 |                               |                               |                               |                               |                               |                               |                                 |
| Lp.                           | Data                          | Miejsce                       | Gospodarz                     | Gość                          | Wynik                         | Gol                           | Rozgrywki                       |
| 1.                            | 28.05.2015                    | Poissy                        | Wybrzeże Kości Słoniowej U-23 | Meksyk U-23                   | 1:1                           |                               | Mecz towarzyski                 |
| 2.                            | 30.05.2015                    | Poissy                        | Anglia U-20                   | Wybrzeże Kości Słoniowej U-23 | 2:1                           |                               | Mecz towarzyski                 |
| 3.                            | 01.06.2015                    | Marrakesz                     | Maroko U-23                   | Wybrzeże Kości Słoniowej U-23 | 0:0                           |                               | Mecz towarzyski                 |
| Wybrzeże Kości Słoniowej      |                               |                               |                               |                               |                               |                               |                                 |
| Lp.                           | Data                          | Miejsce                       | Gospodarz                     | Gość                          | Wynik                         | Gol                           | Rozgrywki                       |
| 1.                            | 26.03.2019                    | Abidżan                       | Wybrzeże Kości Słoniowej      | Liberia                       | 1:0                           |                               | Mecz towarzyski                 |
| 2.                            | 13.10.2019                    | Amiens                        | Wybrzeże Kości Słoniowej      | Demokratyczna Republika Konga | 3:1                           |                               | Mecz towarzyski                 |
| 3.                            | 19.11.2019                    | Bahyr Dar                     | Etiopia                       | Wybrzeże Kości Słoniowej      | 2:1                           |                               | el. Pucharu Narodów Afryki 2021 |

## Sukcesy

### Paris Saint-Germain
- Mistrzostwo Francji (1×): 2015/2016